# Hvozdec (Brno-vidéki járás)
Hvozdec település Csehországban, a Brno-vidéki járásban. Hvozdec Brno, Veverská Bítýška, Javůrek és Veverské Knínice településekkel határos. Lakosainak száma 358 fő (2024. január 1.).

## Népesség
A település lakosságának változását az alábbi diagram mutatja:
| Lakosok száma | 346  | 318  | 330  | 285  | 243  | 205  | 307  | 326  | 351  | 358  |
|               | 1869 | 1890 | 1921 | 1950 | 1980 | 2001 | 2017 | 2019 | 2022 | 2024 |